# 303
303 (CCCIII) fue un año común comenzado en viernes del calendario juliano, en vigor en aquella fecha.
En el Imperio romano, el año fue nombrado como el del consulado de Valerio y Valerio, o menos comúnmente, como el 1056 Ab Urbe condita, adquiriendo su denominación como 303 a principios de la Edad Media, al establecerse el anno Domini.

## Acontecimientos
- Diocleciano inicia la mayor persecución de cristianos en el Imperio romano. Decreta la persecución del cristianismo y cualquier otra secta opuesta a la religión del Imperio romano.[1]